# Xã Polk, Quận Jefferson, Iowa
Xã Polk (tiếng Anh: Polk Township) là một xã thuộc quận Jefferson, tiểu bang Iowa, Hoa Kỳ. Năm 2010, dân số của xã này là 469 người.